# Żukowo Morskie
Żukowo Morskie [ʐuˈkɔvɔ ˈmɔrskʲɛ] là một ngôi làng thuộc khu hành chính của Gmina Darłowo, thuộc hạt Sławno, West Pomeranian Voivodeship, ở phía tây bắc Ba Lan. Nó nằm khoảng 4 kilômét (2 mi)   phía tây nam Darłowo, 21 km (13 mi) phía tây Sławno và 161 km (100 mi) về phía đông bắc của thủ đô khu vực Szczecin
Trước năm 1945, khu vực này là một phần của Đức. Đối với lịch sử của khu vực, xem Lịch sử của Pomerania.
Làng có dân số 138.